# Трёхцветный селасфорус
Трёхцветный селасфорус (лат. Selasphorus platycercus) — птица семейства колибри.

## Описание
Характерным для этого вида колибри является заметный гул, возникающий из-за взмахов крыльев. Самцы отчётливо отличаются от самок в окраске оперения (половой диморфизм). Оперение самцов сверкает в области горла от красного до металлического цвета. Спина и верхняя сторона хвоста окрашены в зеленоватый цвет. Самки имеют гораздо менее пёструю окраску. У них белое горло, а на нижней стороне головы белая окраска с чёрными точками. Молодые самцы похожи в окраске оперения на самок.
В отличие от остальных представителей семейства колибри, внешние первостепенные маховые перья трёхцветного селасфоруса слегка уменьшены. Специфическое строение крыла и хвоста по всей видимости повлекло за собой особый механический звук полёта, который также приписывают зубчатой и рифленной паре удлинённых хвостовых перьев.
Колибри достигает длины от 83 до 97 мм и весит от 3 до 4 г. Размах крыльев составляет от 12 до 14 см. Самцы несколько меньше и легче чем самки.

## Распространение
Ареал гнездования охватывает Неваду, Юту и Вайоминг до восточно-центральной Калифорнии, Аризоны, Нью-Мехико, Колорадо и западного Техаса. Птицы гнездятся также и в высокогорных регионах в Мексике и Гватемале. На зимовку птицы мигрируют осенью в горы Мексики и на юг до Гватемалы.
Трёхцветный селасфорус предпочитает цветущие низменности и высокогорные ландшафты, поросшие можжевельником, сосной, дубом, кипарисом и пихтой. Некоторые особи гнездятся на высотах более чем 3 000 м над уровнем моря. Много птиц селится также рядом с людьми.

## Питание
Трёхцветный селасфорус питается нектаром цветов и мелкими насекомыми. Он подлетает, прежде всего, к красным цветкам с глубоким отверстием, таким как Ipomopsis aggregata. В зимний период птицы гораздо менее разборчивы, иначе они не смогли бы покрыть свои потребности в питании из-за незначительного ассортимента.

## Размножение
Половая зрелость колибри наступает примерно в один год. Весной начинается период спаривания. Это единственное время года, когда встречаются оба пола (промискуитет). Самец оплодотворяет до 6 самок и не участвует в разведении птенцов.
Гнездо строит исключительно самка, в него она откладывает 2 яйца. Птенцы появляются через 16—19 дней. Через 10—12 дней самка уже не ночует в гнезде, так как оно становится слишком тесным. Птенцы становятся самостоятельными примерно через 25 дней.